# محسن امین‌الدوله
محسن مجدی امینی (زاده ١٢۵٣-١٣٢٩) معروف به امین‌الدوله دوم ، دولتمرد دوره قاجار، فرزند میرزا علی‌خان امین‌الدوله، داماد مظفرالدین شاه و پدر علی امینی نخست وزیر دوره پهلوی بود.

## زندگی
محسن امین‌الدوله در سال ١٢۵٣ متولد شد. دروس ابتدایی را به صورت خصوصی آموخت و عربی، فلسفه، حکمت و ریاضیات فرا گرفت.
محسن‌ امین‌الدوله در سال ١٢۶۵ هـ.خ سمت منشی حضور و در سال ١٢٧٢  ریاست اداره چاپارخانه‌های دولتی را بر عهده داشت. 
پس از صدراعظم شدن پدرش علی‌خان امین‌الدوله ، او را به وزارت گمرک و وظایف اوقاف با حفظ سمت قبلی(ریاست پست) گماشت. 
در سال ١٢٧٧ رئیس خزانه شد، در مدت ریاست وی در خزانه، سخنان بسیاری در مورد تقلب در ضرب سکه و اختلاس وی از ضرابخانه وجود داشت. عده ای  دلیل عزل "علی‌خان امین‌الدوله " را از صدارت، اعمال پسرش در خزانه‌داری می‌دانند.  
در سال ١٢٨١ به دنبال افزایش نفوذ میرزاعلی‌اصغرخان امین‌السلطان در دربار، از مظفرالدین‌شاه خواست تا محسن‌خان امین‌الدوله را به گیلان تبعید نماید. 
پس از یک سال امین‌الدوله به تهران بازگشت و به سمت "وزیر وظایف" یا "وزیر بقایا" منصوب شد.

محسن امینی از سال ١٢٨٨ تا ١٢٩۵ تحت‌الحمایه روسها بود و با اعمال نفوذ آنان بود که به عضویت کمیسیون مالی منصوب گردید.
پس از استقرار حکومت جنگل در گیلان املاک امین‌الدوله ، وثوق‌الدوله و سپهدار اعظم مصادره و عواید آن بین کشاورزها و کمیته انقلاب تقسیم گردید. 
میرزا محسن‌ امین‌الدوله پس از تصویب قانون شناسنامه، نام‌خانوادگی "مجدی امینی" را برای خود و فرزندانش انتخاب نمود ولی هیچ گاه کلمه مجدی استفاده نشد. امین الدوله در سال ١٣٢٩ در تهران درگذشت.

## فرزندان
محسن امین‌الدوله ابتدا با دختر مشیرالدوله ازدواج کرد.پس صدارت پدرش علی‌خان امین‌الدوله به توصیه او دختر مشیرالدوله را طلاق داد و با اشرف‌الملوک فخرالدوله دختر مظفرالدین شاه‌ ازدواج کرد.
امین‌الدوله و فخرالدوله صاحب ٩ فرزند شدند.